# محمود قنديل
محمود علي قنديل (1 يناير 1984-)، لاعب كرة قدم أردني معتزل، كان الحارس السابق لفريق الوحدات.

## حياته
استدعاه عزت حمزة إلى صفوف فريق الكرة الأول العام 1998، ليبدأ مسيرته مع نادي الوحدات، ثم انتقل إلى منتخب الناشئين حين اختاره مظهر السعيد، وعندما قرر حارس مرمى الوحدات محمد أبو داوود اعتزال الكرة، وكذلك تعرض حارس المرمى ناصر الغندور لعقوبة اتحادية، تقدم قنديل إلى حماية المرمى الوحداتي لفريق الكرة الأول في مباراة مهمة أمام الفيصلي بقيادة ناصر حسان وهشام عبد المنعم.
شارك مع نادي الوحدات في الفوز بلقب الدوري أعوام 2004-2005، 2006-2007، 2007-2008، 2008-2009، 2010-2011، 2013-2014، 2015-2016، ولقب كأس الأردن اعوام 2000، 2008- 2009، 2009- 2010، 2010-2011، 2013-2014، ولقب درع اتحاد الكرة أعوام 2002، 2004، 2008 و2010 -2011، ولقب كأس الكؤوس أعوام 1998، 2000، 2001، 2005، 2008، 2009، 2010، 2011 و 2014.
كما شارك زملائه تسجيل الانجازين التاريخيين بالفوز بجميع القاب الموسم الكروي في 2008 و2010، فضلا عن حمايته مرمى الوحدات في مشاركات عربية وآسيوية.ويبقى قنديل صاحب قصة كروية شهيرة في ملاعب الكرة الأردنية ولا سيما عندما كان سببا في هبوط شباب الحسين في أحد المواسم الكروية.

## أعتزاله
اعتزل اللعب في يوليو 2018 وكتب على صفحته الرسمية على موقع الفيس بوك: بسم الله وعلى بركة الله، أعلن اعتزالي كرة القدم، سأقوم بتحديد موعد الاعتزال لاحقاً.